# Sesión de fotos de Donald Trump en la Iglesia de San Juan

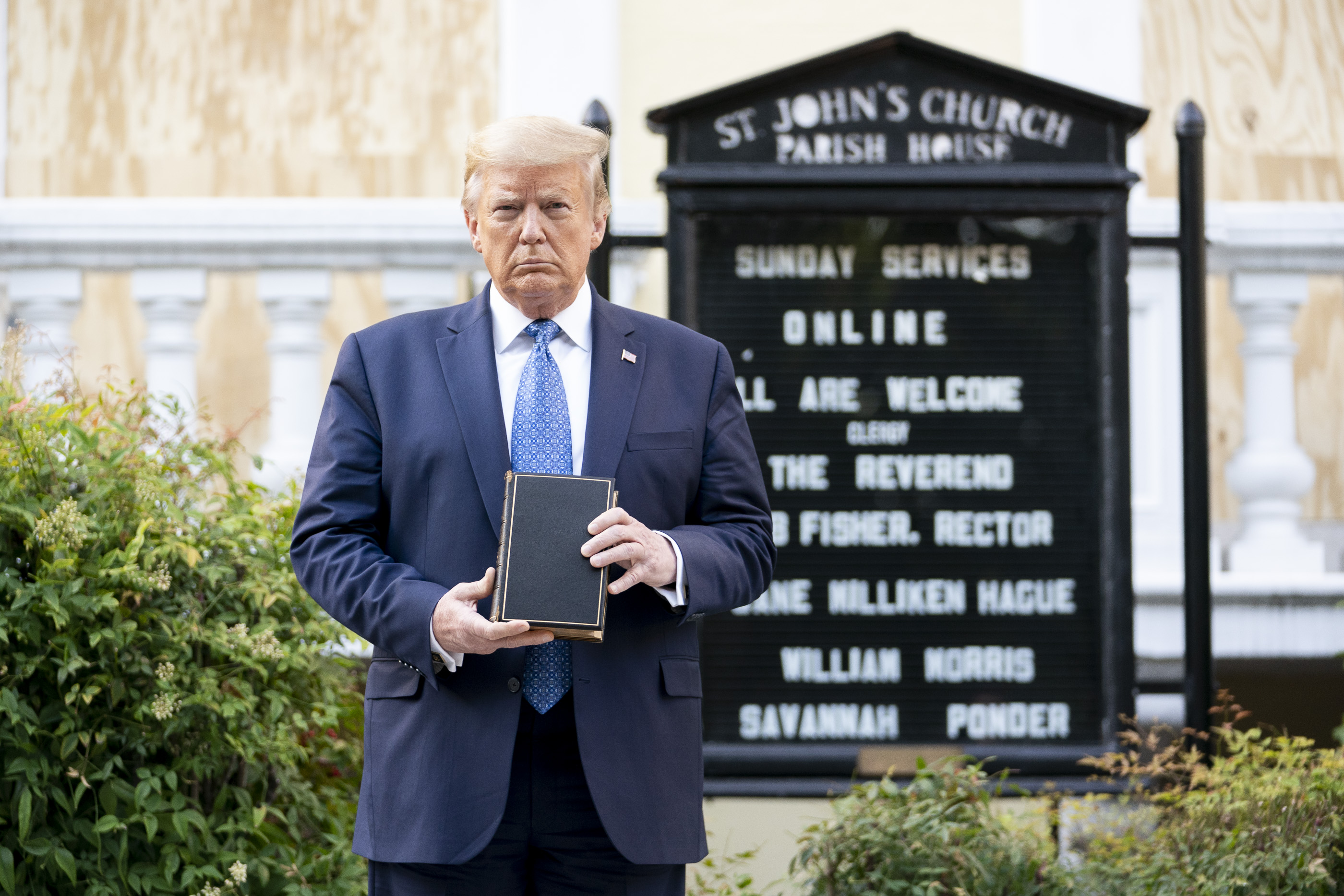
El presidente Trump sosteniendo una biblia delante de la Ashburton House tapiada

El 1 de junio de 2020, en medio de las protestas por la muerte de George Floyd, los agentes del orden en Washington D. C. utilizaron gases lacrimógenos y otras tácticas de control de disturbios para despejar por la fuerza a los manifestantes pacíficos del parque Lafayette Square, creando un camino para que el presidente Donald Trump y altos funcionarios de la administración caminaran desde la Casa Blanca hasta la Iglesia Episcopal de San Juan. Trump sostuvo una Biblia y posó para una sesión de fotos frente a Ashburton House (la casa parroquial de la iglesia), que había sido desfigurada por grafitis y dañada por un incendio provocado durante las protestas la noche anterior.
La expulsión de los manifestantes de Lafayette Square fue ampliamente condenada como un uso excesivo de la fuerza y una afrenta al derecho a la libertad de reunión consagrado en la Primera Enmienda. Justo antes de visitar la iglesia, Trump pronunció un discurso en el que instó a los gobernadores de los estados de Estados Unidos a sofocar las protestas violentas utilizando a la Guardia Nacional para "dominar las calles", o de lo contrario "desplegaría las fuerzas armadas de Estados Unidos y resolvería rápidamente el problema".
Exlíderes militares, líderes religiosos y funcionarios electos de ambos partidos políticos principales condenaron a Trump por el evento, aunque algunos de los compañeros republicanos de Trump defendieron las acciones. El evento fue descrito por The New York Times como "un estallido de violencia como nunca antes se había visto a la sombra de la Casa Blanca en generaciones" y posiblemente uno de los momentos definitorios de la presidencia de Trump. Grupos de libertades civiles presentaron una demanda federal contra Trump, el fiscal general de Estados Unidos William Barr y otros funcionarios federales, alegando que violaron los derechos constitucionales de los manifestantes. El general Mark Milley, presidente del Estado Mayor Conjunto, luego se disculpó por su papel en la sesión de fotos.
Una revisión del Inspector General del Departamento del Interior de junio de 2021 de las acciones de la Policía de Parques de Estados Unidos encontró que la Policía de Parques no desalojó a los manifestantes del Parque Lafayette para la visita de Trump a la Iglesia de San Juan, sino como parte de un plan para erigir vallas. Según se informa, el comandante de incidentes de la Policía de Parques se quedó atónito cuando Barr le informó de la inminente visita de Trump. Ese informe también confirmó el uso de gases lacrimógenos por parte de la Policía Metropolitana de DC, reveló que la Policía de Parques no solicitó el despliegue de la Oficina de Prisiones en el parque e informó que no se sabía por qué el Servicio Secreto se había desplegado antes de lo previsto, avanzando hacia los manifestantes antes de que la Policía de Parques tuviera la oportunidad de advertirles que se dispersaran.  El informe también indicó que los comandantes de la Policía de Parques no pudieron identificar quién dio la orden de despliegue.